# Psammisia urichiana
Psammisia urichiana là một loài thực vật có hoa trong họ Thạch nam. Loài này được (Britton) A.C.Sm. miêu tả khoa học đầu tiên năm 1932.